# 米倫科·塞比奇
米倫科·塞比奇（1984年12月30日—），塞爾維亞射擊運動員，他代表塞爾維亞隊參加了日本舉行的2020年夏季奧林匹克運動會，並且在男子50米步槍三姿比賽上獲得銅牌。